# Plenty (Marika)
Plenty è l'album di debutto della cantante polacca Marika, pubblicato il 22 agosto 2008 su etichetta discografica EMI Music Poland.

## Tracce
1. Moje serce – 3:14
2. Masz to – 3:04
3. Pochwała naiwności (feat. Junior Stress & Ras Luta) – 4:23
4. So Sure – 3:11
5. Ile we mnie jest (feat. Junior Stress) – 4:47
6. Siła ognia (Juniorbwoy Remix) – 3:40
7. Funky So Sure – 4:17
8. Cieciowa – 2:40
9. Tysiąc rzeczy – 3:10
10. Lullaby for J – 3:32
11. Wierzę w cuda (feat. Numer Raz) – 3:21
12. Just Call – 3:42
13. Stop – 3:08
14. Here Goes – 5:16
15. Pieniądze połamane (feat. Fisz) – 3:03

## Classifiche
| Classifica (2008) | Posizione massima |
| ----------------- | ----------------- |
| Polonia           | 19                |